# Mirka (Einheit)
Mirka war ein Volumen- und Getreidemaß. Das Maß war der Fruchtbecher und galt im österreichischen Kronland Böhmen.
- 1 Mirka = 24,576634 Pariser Kubikzoll = 0,487511 Liter (= 26,671376 Wiener Kubikzoll)